# Ramessé (Séguénéga)
Pour les articles homonymes, voir Ramessé.
Ramessé, également appelé Ramensé, est une localité située dans le département de Séguénéga de la province du Yatenga dans la région Nord au Burkina Faso.

## Géographie
Ramessé se trouve à environ 5 km au sud du centre de Séguénéga, le chef-lieu du département, et de la route nationale 15.

## Santé et éducation
Les centres de soins les plus proches de Ramessé sont le centre de santé et de promotion sociale (CSPS) et le centre médical avec antenne chirurgicale (CMA) de Séguénéga.
Le village ne possède pas d'école primaire publique mais accueille une école primaire privée religieuse de confession sunnite.